# Olympisch kwalificatietoernooi voetbal 1964
Dit kwalificatietoernooi voor het voetbaltoernooi van de Olympische Zomerspelen 1964 werd gespeeld om te bepalen welke 16 landen zich kwalificeerden. 

## Overzicht
| Toernooi                                    | Werelddeel                 | Plaatsen | Geplaatste landen                                              |
| ------------------------------------------- | -------------------------- | -------- | -------------------------------------------------------------- |
| Olympisch kwalificatietoernooi voetbal 1964 | Automatisch                | 2        | Japan (gastland) Joegoslavië (titelhouder)                     |
| Olympisch kwalificatietoernooi voetbal 1964 | Europa                     | 4 (+1)   | Roemenië Duits eenheidsteam Hongarije Tsjecho-Slowakije Italië |
| Olympisch kwalificatietoernooi voetbal 1964 | Azië                       | 2 (+1)   | Iran Zuid-Korea Noord-Korea                                    |
| Olympisch kwalificatietoernooi voetbal 1964 | Afrika                     | 3        | Marokko Verenigde Arabische Republiek Ghana                    |
| Olympisch kwalificatietoernooi voetbal 1964 | Noord- en Centraal Amerika | 1        | Mexico                                                         |
| Olympisch kwalificatietoernooi voetbal 1964 | Zuid-Amerika               | 2        | Brazilië Argentinië                                            |
| Totaal                                      | Totaal                     | 14       |                                                                |

## Europa

### Groep 1
| Team 1       | Totaal    | Team 2     | 1e wedstrijd | 2e wedstrijd |
| Voorronde    | Voorronde | Voorronde  | Voorronde    | Voorronde    |
| ------------ | --------- | ---------- | ------------ | ------------ |
| Albanië      | 0–2       | Bulgarije  | 0–1          | 0–1          |
| Eerste ronde |           |            |              |              |
| Bulgarije    | walkover  | Luxemburg  | —            | —            |
| Denemarken   | 5–5       | Roemenië   | 2–3          | 3–2          |
| Play-off     |           |            |              |              |
| Roemenië     | 2–1       | Denemarken |              |              |
| Tweede ronde |           |            |              |              |
| Bulgarije    | 1–3       | Roemenië   | 0–1          | 1–2          |

Voorronde
|                                |         |                       |           |                                                                                     |
| 2 juni 1963 «onderlinge duels» | Albanië | 0 – 1                 | Bulgarije | Qemal Stafastadion, Tirana Toeschouwers: 15.000 Scheidsrechter: Lajos Horváth (HUN) |
| 2 juni 1963 «onderlinge duels» |         | 37' Panteley Dimitrov |           | Qemal Stafastadion, Tirana Toeschouwers: 15.000 Scheidsrechter: Lajos Horváth (HUN) |

|                                 |                   |       |         | |
| 16 juni 1963 «onderlinge duels» | Bulgarije         | 1 – 0 | Albanië | Vasil Levski Nationaal Stadion, Sofia Toeschouwers: 25.200 Scheidsrechter: Dimosthenis Stathatos (GRE) |
| 16 juni 1963 «onderlinge duels» | Nikola Kotkov 30' |       |         | Vasil Levski Nationaal Stadion, Sofia Toeschouwers: 25.200 Scheidsrechter: Dimosthenis Stathatos (GRE) |

Bulgarije naar de eerste ronde.
Eerste ronde
|                                                   |                                            |       |          |                                                                                              |
| 23 juni 1963 «onderlinge duels» 13:30 uur (UTC+1) | Denemarken                                 | 2 – 3 | Roemenië | Københavns Idrætspark, Kopenhagen Toeschouwers: 34.000 Scheidsrechter: Albert Guinnard (SUI) |
| 23 juni 1963 «onderlinge duels» 13:30 uur (UTC+1) | Palle Bruun 17' Henning Enoksen 59' (pen.) |       |          | Københavns Idrætspark, Kopenhagen Toeschouwers: 34.000 Scheidsrechter: Albert Guinnard (SUI) |

|                                                      |          |       |                                        |                                                                                              |
| 3 november 1963 «onderlinge duels» 14:15 uur (UTC+2) | Roemenië | 2 – 3 | Denemarken                             | Stadionul 23 August, Boekarest Toeschouwers: 60.000 Scheidsrechter: Konstantin Zečević (YUG) |
| 3 november 1963 «onderlinge duels» 14:15 uur (UTC+2) | ?        |       | 1', 9' Kjeld Thorst 17' Carl Bertelsen | Stadionul 23 August, Boekarest Toeschouwers: 60.000 Scheidsrechter: Konstantin Zečević (YUG) |

play-off
|                                                       |                  |       |          |                                                                                    |
| 28 november 1963 «onderlinge duels» 14:30 uur (UTC+1) | Denemarken       | 1 – 2 | Roemenië | Stadio Comunale, Turijn Toeschouwers: 3.000 Scheidsrechter: Giulio Campanati (ITA) |
| 28 november 1963 «onderlinge duels» 14:30 uur (UTC+1) | Kjeld Thorst 84' |       | ?        | Stadio Comunale, Turijn Toeschouwers: 3.000 Scheidsrechter: Giulio Campanati (ITA) |

Roemenië naar de tweede ronde.
Tweede ronde
|                               |          |       |                   |                                                                                             |
| 3 mei 1964 «onderlinge duels» | Roemenië | 2 – 1 | Bulgarije         | Stadionul 23 August, Boekarest Toeschouwers: 50.000 Scheidsrechter: Michel Kitabdjian (FRA) |
| 3 mei 1964 «onderlinge duels» | ?        |       | 87' Nikola Kotkov | Stadionul 23 August, Boekarest Toeschouwers: 50.000 Scheidsrechter: Michel Kitabdjian (FRA) |

|                                |           |       |          | |
| 31 mei 1964 «onderlinge duels» | Bulgarije | 0 – 1 | Roemenië | Vasil Levski Nationaal Stadion, Sofia Toeschouwers: 50.000 Scheidsrechter: Dries van Leeuwen (NED) |
| 31 mei 1964 «onderlinge duels» |           | ?     |          | Vasil Levski Nationaal Stadion, Sofia Toeschouwers: 50.000 Scheidsrechter: Dries van Leeuwen (NED) |

Roemenië naar het hoofdtoernooi.

### Groep 2
| Team 1       | Totaal       | Team 2       | 1e wedstrijd | 2e wedstrijd |
| Eerste ronde | Eerste ronde | Eerste ronde | Eerste ronde | Eerste ronde |
| ------------ | ------------ | ------------ | ------------ | ------------ |
| Hongarije    | 6–2          | Zweden       | 4–0          | 2–2          |
| Zwitserland  | 0–7          | Spanje       | 0–1          | 0–6          |
| Tweede ronde |              |              |              |              |
| Spanje       | 1–5          | Hongarije    | 1–2          | 0–3          |

Eerste ronde
|                                                 |           |       |        |                                                                              |
| 4 mei 1963 «onderlinge duels» 16:00 uur (UTC+1) | Hongarije | 4 – 0 | Zweden | Népstadion, Boedapest Toeschouwers: 19.000 Scheidsrechter: Fritz Mayer (AUT) |
| 4 mei 1963 «onderlinge duels» 16:00 uur (UTC+1) | ?         |       |        | Népstadion, Boedapest Toeschouwers: 19.000 Scheidsrechter: Fritz Mayer (AUT) |

|                                                      |                             |       |           |                                                                         |
| 27 oktober 1963 «onderlinge duels» 13:30 uur (UTC+1) | Zweden                      | 2 – 2 | Hongarije | Ullevi, Göteborg Toeschouwers: 25.109 Scheidsrechter: Erik Beijar (FIN) |
| 27 oktober 1963 «onderlinge duels» 13:30 uur (UTC+1) | Tord Grip 9' Harry Bild 16' |       | ?         | Ullevi, Göteborg Toeschouwers: 25.109 Scheidsrechter: Erik Beijar (FIN) |

Hongarije naar de tweede ronde.

### Groep 3
| Team 1             | Totaal    | Team 2             | 1e wedstrijd | 2e wedstrijd |
| Voorronde          | Voorronde | Voorronde          | Voorronde    | Voorronde    |
| ------------------ | --------- | ------------------ | ------------ | ------------ |
| DDR                | 4–2       | West-Duitsland     | 3–0          | 1–2          |
| Eerste ronde       |           |                    |              |              |
| Sovjet-Unie        | 11–0      | Finland            | 7–0          | 4–0          |
| Nederland          | 1–4       | Duits eenheidsteam | 0–1          | 1–3          |
| Tweede ronde       |           |                    |              |              |
| Duits eenheidsteam | 2–2       | Sovjet-Unie        | 1–1          | 1–1          |
| Play-off           |           |                    |              |              |
| Duits eenheidsteam | 4–1       | Sovjet-Unie        |              |              |

Eerste ronde
|                                                   |             |       |         |                                                                               |
| 22 juli 1963 «onderlinge duels» 18:30 uur (UTC+3) | Sovjet-Unie | 7 – 0 | Finland | Centraal Stadion, Kiev Toeschouwers: 48.000 Scheidsrechter: Milan Fencl (TCH) |
| 22 juli 1963 «onderlinge duels» 18:30 uur (UTC+3) | ?           |       |         | Centraal Stadion, Kiev Toeschouwers: 48.000 Scheidsrechter: Milan Fencl (TCH) |

|                                                      |         |       |             |                                                                                   |
| 1 augustus 1963 «onderlinge duels» 19:00 uur (UTC+2) | Finland | 0 – 4 | Sovjet-Unie | Olympisch Stadion, Helsinki Toeschouwers: 6.485 Scheidsrechter: Bertil Lööw (SWE) |
| 1 augustus 1963 «onderlinge duels» 19:00 uur (UTC+2) |         | ?     |             | Olympisch Stadion, Helsinki Toeschouwers: 6.485 Scheidsrechter: Bertil Lööw (SWE) |

Sovjet-Unie naar de tweede ronde.

### Groep 4
| Team 1       | Totaal       | Team 2       | 1e wedstrijd | 2e wedstrijd |
| Eerste ronde | Eerste ronde | Eerste ronde | Eerste ronde | Eerste ronde |
| ------------ | ------------ | ------------ | ------------ | ------------ |
| Polen        | bye          |              | —            | —            |
| Turkije      | 3–9          | Italië       | 2–2          | 1–7          |
| Tweede ronde |              |              |              |              |
| Italië       | 4–0          | Polen        | 3–0          | 1–0          |

### Groep 5
| Team 1            | Totaal    | Team 2           | 1e wedstrijd | 2e wedstrijd |
| Voorronde         | Voorronde | Voorronde        | Voorronde    | Voorronde    |
| ----------------- | --------- | ---------------- | ------------ | ------------ |
| IJsland           | 0–10      | Groot-Brittannië | 0–6          | 0–4          |
| Eerste ronde      |           |                  |              |              |
| Tsjecho-Slowakije | 8–2       | Frankrijk        | 4–0          | 4–2          |
| Groot-Brittannië  | 3–5       | Griekenland      | 2–1          | 1–4          |
| Tweede ronde      |           |                  |              |              |
| Tsjecho-Slowakije | walkover  | Griekenland      | –            | –            |

Voorronde
|                                  |         |                                            |                     |                                                                                    |
| 7 september 1963 16:00 uur (UTC) | IJsland | 0 – 6                                      | Verenigd Koninkrijk | Laugardalsvöllur, Reykjavik Toeschouwers: 7.755 Scheidsrechter: Erling Olsen (NOR) |
| 7 september 1963 16:00 uur (UTC) |         | M. Candey Hugh Lindsay B. Harvey B. Martin |                     | Laugardalsvöllur, Reykjavik Toeschouwers: 7.755 Scheidsrechter: Erling Olsen (NOR) |

|                   |                       |       |         |                                                                            |
| 14 september 1963 | Verenigd Koninkrijk   | 4 – 0 | IJsland | Plough Lane, Londen Toeschouwers: 3.500 Scheidsrechter: Frede Hansen (DEN) |
| 14 september 1963 | T. Lawrence B. Harvey |       |         | Plough Lane, Londen Toeschouwers: 3.500 Scheidsrechter: Frede Hansen (DEN) |

Groot-Brittannië naar de eerste ronde.
Eerste ronde
|                                  |                  |       |                       |                                                                                 |
| 12 februari 1963 19:15 uur (UTC) | Groot-Brittannië | 2 – 1 | Griekenland           | Stamford Bridge, Londen Toeschouwers: 5.589 Scheidsrechter: Joseph Hannet (BEL) |
| 12 februari 1963 19:15 uur (UTC) | ?                |       | 49' Mimis Papaioannou | Stamford Bridge, Londen Toeschouwers: 5.589 Scheidsrechter: Joseph Hannet (BEL) |

|                                |                                                                    |       |                  |                                                                                                   |
| 8 april 1963 16:30 uur (UTC+2) | Griekenland                                                        | 4 – 1 | Groot-Brittannië | Georgios Karaiskákisstadion, Piraeus Toeschouwers: 28.000 Scheidsrechter: Menahem Ashkenazi (ISR) |
| 8 april 1963 16:30 uur (UTC+2) | Stathis Mavridis 3' Mimis Papaioannou 75', 84' Aris Papazoglou 82' |       | ?                | Georgios Karaiskákisstadion, Piraeus Toeschouwers: 28.000 Scheidsrechter: Menahem Ashkenazi (ISR) |

Griekenland naar de tweede ronde.

## Noord- en Centraal-Amerika

### Voorronde
| Team 1               | Totaal    | Team 2    | 1e wedstrijd | 2e wedstrijd |
| Voorronde            | Voorronde | Voorronde | Voorronde    | Voorronde    |
| -------------------- | --------- | --------- | ------------ | ------------ |
| Nederlandse Antillen | 2–4       | Suriname  | 2–1          | 0–3          |

|                 |            |       |                                |            |
| 4 augustus 1963 | Suriname   | 1 – 2 | Nederlandse Antillen           | Paramaribo |
| 4 augustus 1963 | Watson 56' |       | 48' Albertsz 75' (pen.) Sillie | Paramaribo |

|                 |                      |                             |          |            |
| 13 oktober 1963 | Nederlandse Antillen | 0 – 3                       | Suriname | Willemstad |
| 13 oktober 1963 |                      | 29' Reumel 44', 75' Haltman |          | Willemstad |

Suriname naar de finaleronde.

### Finaleronde
| Pos | Team             | Wed | W | G | V | Ptn | DV | DT | +/− | Kwalificatie        |
| --- | ---------------- | --- | - | - | - | --- | -- | -- | --- | ------------------- |
| 1   | Mexico           | 3   | 3 | 0 | 0 | 6   | 13 | 2  | +11 | Naar hoofdtoernooi. |
| 2   | Suriname         | 3   | 2 | 0 | 1 | 4   | 5  | 5  | 0   |                     |
| 3   | Verenigde Staten | 3   | 1 | 0 | 2 | 2   | 7  | 7  | 0   |                     |
| 4   | Panama           | 3   | 0 | 0 | 3 | 0   | 4  | 15 | −11 |                     |

|               |              |       |                  | |
| 16 maart 1964 | Suriname     | 1 – 0 | Verenigde Staten | Estadio Olímpico Universitario, Mexico-Stad Toeschouwers: 10.000 Scheidsrechter: Fernando Buergo (MEX) |
| 16 maart 1964 | Kluivert 17' |       |                  | Estadio Olímpico Universitario, Mexico-Stad Toeschouwers: 10.000 Scheidsrechter: Fernando Buergo (MEX) |

|               |                                              |       |           | |
| 16 maart 1964 | Mexico                                       | 5 – 1 | Panama    | Estadio Olímpico Universitario, Mexico-Stad Toeschouwers: 10.000 Scheidsrechter: Juan Soto Paris (CRC) |
| 16 maart 1964 | Ayala 9', 42' Escalante 37', 51' Padilla 57' |       | 53' Tapia | Estadio Olímpico Universitario, Mexico-Stad Toeschouwers: 10.000 Scheidsrechter: Juan Soto Paris (CRC) |

|               |                                           |       |                  |                                                                                                  |
| 18 maart 1963 | Verenigde Staten                          | 4 – 2 | Panama           | Estadio Olímpico Universitario, Mexico-Stad Toeschouwers: 12.000 Scheidsrechter: Goedheart (SUR) |
| 18 maart 1963 | Schweinert 48' Wostl 59' Gentile 67', 83' |       | Diaz 58' Sanchez | Estadio Olímpico Universitario, Mexico-Stad Toeschouwers: 12.000 Scheidsrechter: Goedheart (SUR) |

|               |                                                            |       |          | |
| 18 maart 1963 | Mexico                                                     | 6 – 0 | Suriname | Estadio Olímpico Universitario, Mexico-Stad Toeschouwers: 12.000 Scheidsrechter: Richard Gelner (USA) |
| 18 maart 1963 | Padilla 47', 50' Vázquez 52' Fragoso 66', 70' González 76' |       |          | Estadio Olímpico Universitario, Mexico-Stad Toeschouwers: 12.000 Scheidsrechter: Richard Gelner (USA) |

|               |               |       |                                                            | |
| 20 maart 1963 | Panama        | 1 – 6 | Suriname                                                   | Estadio Olímpico Universitario, Mexico-Stad Toeschouwers: 10,000 Scheidsrechter: Jorge Méndez (GUA) |
| 20 maart 1963 | De Garcia 35' |       | 16' Kluivert 20' Waterval 38', 77' Reumel 48', 82' Haltman | Estadio Olímpico Universitario, Mexico-Stad Toeschouwers: 10,000 Scheidsrechter: Jorge Méndez (GUA) |

|               |                        |       |                  | |
| 20 maart 1963 | Mexico                 | 2 – 1 | Verenigde Staten | Estadio Olímpico Universitario, Mexico-Stad Toeschouwers: 10.000 Scheidsrechter: Aristóteles Gómez (HON) |
| 20 maart 1963 | Vázquez 3' Padilla 62' |       | 54' Gentile      | Estadio Olímpico Universitario, Mexico-Stad Toeschouwers: 10.000 Scheidsrechter: Aristóteles Gómez (HON) |

## Zuid-Amerika

### Eindstand
| Pos | Team           | Wed | W | G | V | Ptn | DV | DT | +/− | Kwalificatie        |
| --- | -------------- | --- | - | - | - | --- | -- | -- | --- | ------------------- |
| 1   | Argentinië (Q) | 5   | 5 | 0 | 0 | 10  | 11 | 1  | +10 | Naar hoofdtoernooi. |
| 2   | Brazilië       | 3   | 2 | 1 | 0 | 5   | 6  | 2  | +4  | Play-off            |
| 3   | Peru           | 4   | 2 | 1 | 1 | 5   | 6  | 2  | +4  | Play-off            |
| 4   | Colombia       | 6   | 1 | 2 | 3 | 4   | 6  | 10 | −4  |                     |
| 5   | Uruguay        | 5   | 0 | 3 | 2 | 3   | 3  | 7  | −4  |                     |
| 6   | Chili          | 4   | 1 | 1 | 2 | 3   | 2  | 6  | −4  |                     |
| 7   | Ecuador        | 5   | 0 | 2 | 3 | 2   | 4  | 10 | −6  |                     |

### Wedstrijden
|            |                    |       |            |                        |
| 7 mei 1964 | Peru               | 1 – 1 | Ecuador    | Estadio Nacional, Lima |
| 7 mei 1964 | Víctor Lobatón 65' |       | 28' Rangel | Estadio Nacional, Lima |

|            |                      |       |          |                        |
| 8 mei 1964 | Argentinië           | 2 – 0 | Colombia | Estadio Nacional, Lima |
| 8 mei 1964 | José Malleo 50', 74' |       |          | Estadio Nacional, Lima |

|            |         |       |       |                        |
| 8 mei 1964 | Uruguay | 0 – 0 | Chili | Estadio Nacional, Lima |
| 8 mei 1964 |         |       |       | Estadio Nacional, Lima |

|             |                      |       |          |                        |
| 10 mei 1964 | Peru                 | 3 – 0 | Colombia | Estadio Nacional, Lima |
| 10 mei 1964 | La Rosa 5', 24', 47' |       |          | Estadio Nacional, Lima |

|             |                   |       |         |                        |
| 11 mei 1964 | Argentinië        | 1 – 0 | Ecuador | Estadio Nacional, Lima |
| 11 mei 1964 | Ricardo Pérez 10' |       |         | Estadio Nacional, Lima |

|             |                                |       |       |                        |
| 11 mei 1964 | Brazilië                       | 2 – 0 | Chili | Estadio Nacional, Lima |
| 11 mei 1964 | Othon Valentim Filho vo Soares |       |       | Estadio Nacional, Lima |

|             |               |       |                |                        |
| 14 mei 1964 | Uruguay       | 1 – 1 | Ecuador        | Estadio Nacional, Lima |
| 14 mei 1964 | Landazuri 38' |       | 23' Avellaneda | Estadio Nacional, Lima |

|             |                          |       |          |                        |
| 14 mei 1964 | Brazilië                 | 1 – 1 | Colombia | Estadio Nacional, Lima |
| 14 mei 1964 | Nélio dos Santos Pereira |       | Padilla  | Estadio Nacional, Lima |

|             |                                                          |       |       |                        |
| 16 mei 1964 | Argentinië                                               | 4 – 0 | Chili | Estadio Nacional, Lima |
| 16 mei 1964 | José Malleo 6' Néstor Manfredi 55' Carlos Bulla 57', 67' |       |       | Estadio Nacional, Lima |

|             |      |       |         |                        |
| 17 mei 1964 | Peru | 2 – 0 | Uruguay | Estadio Nacional, Lima |
| 17 mei 1964 |      |       |         | Estadio Nacional, Lima |

|             |          |                       |       |                        |
| 18 mei 1964 | Colombia | 0 – 2                 | Chili | Estadio Nacional, Lima |
| 18 mei 1964 |          | 37' Tabilo 45' Torres |       | Estadio Nacional, Lima |

|             |                                                   |       |              |                        |
| 19 mei 1964 | Brazilië                                          | 3 – 1 | Ecuador      | Estadio Nacional, Lima |
| 19 mei 1964 | José Roberto Marques 60' Ivo Soares 70' Nélio 76' |       | 53' Alvarado | Estadio Nacional, Lima |

|             |                                      |       |              |                        |
| 20 mei 1964 | Colombia                             | 4 – 1 | Ecuador      | Estadio Nacional, Lima |
| 20 mei 1964 | Caicedo 11', 68' Caro 23' Varela 90' |       | 55' Alvorado | Estadio Nacional, Lima |

|             |                            |       |            |                        |
| 20 mei 1964 | Argentinië                 | 3 – 1 | Uruguay    | Estadio Nacional, Lima |
| 20 mei 1964 | Carlos Bulla 18', 75', 77' |       | 88' Varela | Estadio Nacional, Lima |

|             |             |       |              |                        |
| 23 mei 1964 | Uruguay     | 1 – 1 | Colombia     | Estadio Nacional, Lima |
| 23 mei 1964 | Fontora 77' |       | 45' Guerrero | Estadio Nacional, Lima |

|             |      |                    |                     |                        |
| 24 mei 1964 | Peru | 0 – 1 (stilgelegd) | Argentinië Manfredi | Estadio Nacional, Lima |
| 24 mei 1964 |      |                    |                     | Estadio Nacional, Lima |

De wedstrijd werd na ongeregeldheden stilgelegd in de 85e minuut.
|             |       |   |         |  |
| 26 mei 1964 | Chili | X | Ecuador |  |
| 26 mei 1964 |       |   |         |  |

|             |          |   |         |  |
| 26 mei 1964 | Brazilië | X | Uruguay |  |
| 26 mei 1964 |          |   |         |  |

|             |            |   |          |  |
| 28 mei 1964 | Argentinië | X | Brazilië |  |
| 28 mei 1964 |            |   |          |  |

|             |      |   |       |  |
| 28 mei 1964 | Peru | X | Chili |  |
| 28 mei 1964 |      |   |       |  |

|             |      |   |          |  |
| 31 mei 1964 | Peru | X | Brazilië |  |
| 31 mei 1964 |      |   |          |  |

### Play-off
|             |                                            |       |      |                |
| 7 juni 1964 | Brazilië                                   | 4 – 0 | Peru | Rio de Janeiro |
| 7 juni 1964 | Roberto 20' Ze Roberto 30' Evaldo 45', 84' |       |      | Rio de Janeiro |

Brazilië naar hoofdtoernooi.

## Afrika

### Groep 1
| Team 1       | Totaal       | Team 2                        | 1e wedstrijd | 2e wedstrijd |
| Eerste ronde | Eerste ronde | Eerste ronde                  | Eerste ronde | Eerste ronde |
| ------------ | ------------ | ----------------------------- | ------------ | ------------ |
| Oeganda      | 2–7          | Verenigde Arabische Republiek | 1–4          | 1–3          |
| Soedan       | walkover     | Rhodesië                      | —            | —            |
| Tweede ronde |              |                               |              |              |
| Soedan       | 4–7          | Verenigde Arabische Republiek | 1–4          | 3–3          |

Eerste ronde
|                |                    |       |                                                         |                          |
| 9 oktober 1963 | Oeganda Bunyenyezi | 1 – 4 | Verenigde Arabische Republiek 22', 50', 52', 60' Shehta | Nakivubostadion, Kampala |
| 9 oktober 1963 |                    |       |                                                         | Nakivubostadion, Kampala |

|                 |                                                                  |       |           |                       |
| 15 januari 1964 | Verenigde Arabische Republiek Abdel Fattah 2', 40' El-Shazly 29' | 3 – 1 | Oeganda ? | Nasser Stadion, Caïro |
| 15 januari 1964 |                                                                  |       |           | Nasser Stadion, Caïro |

Verenigde Arabische Republiek naar de tweede ronde.
Tweede ronde
|               |                                                                         |       |          |                       |
| 27 maart 1964 | Verenigde Arabische Republiek Ismail 6' El-Sayed 23', 66' El-Shazly 69' | 4 – 1 | Soedan ? | Nasser Stadion, Caïro |
| 27 maart 1964 |                                                                         |       |          | Nasser Stadion, Caïro |

|               |                       |       |                                                                  |                             |
| 17 april 1964 | Soedan Jaxa Elkawarty | 3 – 3 | Verenigde Arabische Republiek 4' Shahin 13' El-Shazly 49' Hassan | Municipal Stadium, Khartoem |
| 17 april 1964 |                       |       |                                                                  | Municipal Stadium, Khartoem |

Verenigde Arabische Republiek naar het hoofdtoernooi.

### Groep 2
| Team 1       | Totaal       | Team 2       | 1e wedstrijd | 2e wedstrijd | 3e wedstrijd |
| Eerste ronde | Eerste ronde | Eerste ronde | Eerste ronde | Eerste ronde | Eerste ronde |
| ------------ | ------------ | ------------ | ------------ | ------------ | ------------ |
| Liberia      | 4–6          | Ghana        | 4–5          | 0–1          |              |
| Tunesië      | 4–41         | Dahomey      | 2–2          | 1–1          | 1–1          |
| Tweede ronde |              |              |              |              |              |
| Ghana        | 3–2          | Tunesië      | 2–0          | 1–2          |              |

1Tunesië won de toss.
Eerste ronde
|                 |         |       |          |                                    |
| 18 januari 1964 | Liberia | 4 – 5 | Ghana    | Antoinette Tubmanstadion, Monrovia |
| 18 januari 1964 | Brown   |       | Acquah ? | Antoinette Tubmanstadion, Monrovia |

|                 |       |       |         |                             |
| 2 februari 1964 | Ghana | 1 – 0 | Liberia | Accra Sports Stadium, Accra |
| 2 februari 1964 |       |       |         | Accra Sports Stadium, Accra |

Ghana naar de tweede ronde.
|                  |                |       |                |         |
| 17 november 1963 | Dahomey        | 2 – 2 | Tunesië        | Cotonou |
| 17 november 1963 | Coréa 60', 63' |       | 25', 35' Sassi | Cotonou |

|              |            |       |            |                        |
| 8 maart 1964 | Tunesië    | 1 – 1 | Dahomey    | Stade Géo-André, Tunis |
| 8 maart 1964 | Jedidi 37' |       | 49' Rahimi | Stade Géo-André, Tunis |

|               |            |              |           |                             |
| 18 april 1964 | Tunesië    | 1 – 1 (n.v.) | Dahomey   | Stade d'Honneur, Casablanca |
| 18 april 1964 | Jedidi 70' |              | 57' Coréa | Stade d'Honneur, Casablanca |

Tunesië won de toss en gaat naar de tweede ronde.
Tweede ronde
|             |                   |       |         |                                                  |
| 31 mei 1964 | Ghana             | 2 – 0 | Tunesië | Accra Sports Stadium, Accra Toeschouwers: 20.000 |
| 31 mei 1964 | Mfum 44' Kofi 88' |       |         | Accra Sports Stadium, Accra Toeschouwers: 20.000 |

|              |                           |       |            |                                             |
| 21 juni 1964 | Tunesië                   | 2 – 1 | Ghana      | Stade Géo-André, Tunis Toeschouwers: 20.000 |
| 21 juni 1964 | Jedidi 12' Ben Othman 87' |       | 57' Salisu | Stade Géo-André, Tunis Toeschouwers: 20.000 |

Ghana naar het hoofdtoernooi.

### Groep 3
| Team 1       | Totaal       | Team 2       | 1e wedstrijd | 2e wedstrijd | 3e wedstrijd |
| Eerste ronde | Eerste ronde | Eerste ronde | Eerste ronde | Eerste ronde | Eerste ronde |
| ------------ | ------------ | ------------ | ------------ | ------------ | ------------ |
| Kenia        | 5–10         | Ethiopië     | 4–3          | 1–7          |              |
| Nigeria      | 5–6          | Marokko      | 3–0          | 1–4          | 1–2          |
| Tweede ronde |              |              |              |              |              |
| Ethiopië     | 0–2          | Marokko      | 0–1          | 0–1          |              |

Eerste ronde
|                 |                                             |       |                         |                              |
| 12 oktober 1963 | Kenia                                       | 4 – 3 | Ethiopië                | Nairobi Citystadion, Nairobi |
| 12 oktober 1963 | Nicodemus 7' Sungura 9' Kajo 30' Arudhi 70' |       | ?', 80' Gerile G. Wolde | Nairobi Citystadion, Nairobi |

|                  |                                             |       |       |                                     |
| 13 november 1963 | Ethiopië                                    | 7 – 1 | Kenia | Haillé Selassiéstadion, Addis Abeba |
| 13 november 1963 | Abdo 2' Worku 10', 24', 37', 56', 70' Araya |       | Kajo  | Haillé Selassiéstadion, Addis Abeba |

Ethiopië naar de tweede ronde.
|                  |               |       |         |                        |
| 16 november 1963 | Nigeria       | 3 – 0 | Marokko | Surulerestadion, Lagos |
| 16 november 1963 | Ekpe Hamilton |       |         | Surulerestadion, Lagos |

|              |                                                 |       |              |                             |
| 8 maart 1964 | Marokko                                         | 4 – 1 | Nigeria      | Stade d'Honneur, Casablanca |
| 8 maart 1964 | Lamari 42', 89' Owowon 59' (e.d.) Bendayane 66' |       | 35' Hamilton | Stade d'Honneur, Casablanca |

|               |         |       |         |                         |
| 24 maart 1964 | Marokko | 2 – 1 | Nigeria | Stade Demba Diop, Dakar |
| 24 maart 1964 |         |       |         | Stade Demba Diop, Dakar |

Marokko naar de tweede ronde.
Tweede ronde
|             |          |              |         |                                     |
| 10 mei 1964 | Ethiopië | 0 – 1        | Marokko | Haillé Selassiéstadion, Addis Abeba |
| 10 mei 1964 |          | 80' Bendayan |         | Haillé Selassiéstadion, Addis Abeba |

|             |              |       |          |                             |
| 24 mei 1964 | Marokko      | 1 – 0 | Ethiopië | Stade d'Honneur, Casablanca |
| 24 mei 1964 | Bouachra 75' |       |          | Stade d'Honneur, Casablanca |

Marokko naar het hoofdtoernooi.

## Azië

### Voorronde
| Team 1     | Totaal | Team 2   | 1e wedstrijd | 2e wedstrijd |
| ---------- | ------ | -------- | ------------ | ------------ |
| Zuid-Korea | 2–21   | Taiwan   | 2–1          | 0–1          |
| Maleisië   | 3–4    | Thailand | 1–1          | 2–3          |
| Iran       | 4–2    | Pakistan | 4–1          | 0–1          |
| Ceylon     | 3–12   | India    | 3–5          | 0–7          |

1Taiwan werd gediskwalificeerd omdat het weigerde om de play-off te spelen op neutraal terrein.
|                  |            |       |        |                                             |
| 27 november 1963 | Zuid-Korea | 2 – 1 | Taiwan | Hyochangstadion, Seoel Toeschouwers: 20.000 |
| 27 november 1963 |            |       |        | Hyochangstadion, Seoel Toeschouwers: 20.000 |

|                 |        |       |            |                                  |
| 7 december 1963 | Taiwan | 1 – 0 | Zuid-Korea | Taipei Municipal Stadium, Taipei |
| 7 december 1963 |        |       |            | Taipei Municipal Stadium, Taipei |

Zuid-Korea naar de eerste ronde.
|                 |               |       |            |                                                                  |
| 12 oktober 1963 | Maleisië      | 1 – 1 | Thailand   | Merdekastadion, Kuala Lumpur Scheidsrechter: Fred Pratlett (HKG) |
| 12 oktober 1963 | Gabrielle 24' |       | 79' Panich | Merdekastadion, Kuala Lumpur Scheidsrechter: Fred Pratlett (HKG) |

|                  |                                  |       |                      |                               |
| 16 november 1963 | Thailand                         | 3 – 2 | Maleisië             | Suphachalasaistadion, Bangkok |
| 16 november 1963 | Panikabutr 10' Nilpirom 27', 59' |       | 11' Ambu 79' Noordin | Suphachalasaistadion, Bangkok |

Thailand naar de eerste ronde.
|                |                                            |       |          |                                                                                     |
| 4 oktober 1963 | Iran                                       | 4 – 1 | Pakistan | Amjadiehstadion, Teheran Toeschouwers: 25.000 Scheidsrechter: Khachator Hakat (LIB) |
| 4 oktober 1963 | Shahrokhi ?' Shirzadegan ?' Behzadi ?', ?' |       | Abbas ?' | Amjadiehstadion, Teheran Toeschouwers: 25.000 Scheidsrechter: Khachator Hakat (LIB) |

|                 |              |       |      |                                                                             |
| 3 november 1963 | Pakistan     | 1 – 0 | Iran | Lahorestadion, Lahore Toeschouwers: 15.000 Scheidsrechter: Liknakamik (THA) |
| 3 november 1963 | Jahangir 70' |       |      | Lahorestadion, Lahore Toeschouwers: 15.000 Scheidsrechter: Liknakamik (THA) |

Iran naar de eerste ronde.
|                  |        |       |       |                                                                                   |
| 27 november 1963 | Ceylon | 3 – 5 | India | Sugathadasastadion, Colombo Toeschouwers: 30.000 Scheidsrechter: I. Mansoor (MAS) |
| 27 november 1963 |        |       |       | Sugathadasastadion, Colombo Toeschouwers: 30.000 Scheidsrechter: I. Mansoor (MAS) |

|                 |       |       |        |                                                                                               |
| 7 december 1963 | India | 7 – 0 | Ceylon | Sree Kanteeravastadion, Bangalore Toeschouwers: 30.000 Scheidsrechter: U Kyin Maung Aye (BIR) |
| 7 december 1963 |       |       |        | Sree Kanteeravastadion, Bangalore Toeschouwers: 30.000 Scheidsrechter: U Kyin Maung Aye (BIR) |

India naar de eerste ronde.

### Eerste ronde
| Team 1       | Totaal    | Team 2      | 1e wedstrijd | 2e wedstrijd |
| ------------ | --------- | ----------- | ------------ | ------------ |
| Zuid-Korea   | walkover1 | Filipijnen  | –            | –            |
| Zuid-Vietnam | 2–1       | Israël      | 0–1          | 2–0          |
| Thailand     | walkover1 | Indonesië   | –            | –            |
| Maleisië     | 0–1       | Noord-Korea | 0–0          | 0–1          |
| Iran         | 0–4       | Iran        | 0–0          | 0–4          |
| Indonesië    | walkover1 | Libanon     | –            | –            |

1Filipijnen, Indonesië en Libanon trokken zich terug.
|                                    |              |                |        |                                                                                  |
| 29 december 1963 16:00 uur (UTC+7) | Zuid-Vietnam | 0 – 1          | Israël | Cộng Hòastadion, Saigon Toeschouwers: 25.000 Scheidsrechter: Greg da Silva (MAS) |
| 29 december 1963 16:00 uur (UTC+7) |              | 20' Roby Young |        | Cộng Hòastadion, Saigon Toeschouwers: 25.000 Scheidsrechter: Greg da Silva (MAS) |

|                                 |        |       |              |                                                                                    |
| 17 maart 1963 15:45 uur (UTC+2) | Israël | 0 – 2 | Zuid-Vietnam | Ramat Ganstadion, Ramat Gan Toeschouwers: 36.937 Scheidsrechter: Hakkı Gürüz (TUR) |
| 17 maart 1963 15:45 uur (UTC+2) |        | ?     |              | Ramat Ganstadion, Ramat Gan Toeschouwers: 36.937 Scheidsrechter: Hakkı Gürüz (TUR) |

Zuid-Vietnam naar de tweede ronde.
|               |       |       |             |                                 |
| 22 maart 1963 | Birma | 0 – 0 | Noord-Korea | Bogyoke Aung Sanstadion, Yangon |
| 22 maart 1963 |       |       |             | Bogyoke Aung Sanstadion, Yangon |

|              |             |       |     |                           |
| 2 april 1963 | Noord-Korea | 1 – 0 | BIR | Girimristadion, Pyongyang |
| 2 april 1963 |             |       |     | Girimristadion, Pyongyang |

Noord-Korea naar de tweede ronde.
|                  |      |       |      |                                                                                            |
| 13 december 1963 | Iran | 4 – 0 | Irak | Amjadiehstadion, Teheran Toeschouwers: 25.000 Scheidsrechter: Jerome Pascoal D'Mello (IND) |
| 13 december 1963 |      |       |      | Amjadiehstadion, Teheran Toeschouwers: 25.000 Scheidsrechter: Jerome Pascoal D'Mello (IND) |

|                |      |       |      |                                                                                             |
| 3 januari 1964 | Irak | 0 – 0 | Iran | Al-Kashafastadium, Bagdad Toeschouwers: 20.000 Scheidsrechter: Jerome Pascoal D'Mello (IND) |
| 3 januari 1964 |      |       |      | Al-Kashafastadium, Bagdad Toeschouwers: 20.000 Scheidsrechter: Jerome Pascoal D'Mello (IND) |

Iran naar de tweede ronde.

### Tweede ronde
| Team 1      | Totaal | Team 2       | 1e wedstrijd | 2e wedstrijd |
| ----------- | ------ | ------------ | ------------ | ------------ |
| Zuid-Korea  | 5–2    | Zuid-Vietnam | 3–0          | 2–2          |
| Noord-Korea | 7–0    | Thailand     | 2–0          | 5–0          |
| Iran        | 6–1    | India        | 3–0          | 3–1          |

|             |            |       |              |                                             |
| 31 mei 1964 | Zuid-Korea | 3 – 0 | Zuid-Vietnam | Hyochangstadion, Seoel Toeschouwers: 20.000 |
| 31 mei 1964 |            |       |              | Hyochangstadion, Seoel Toeschouwers: 20.000 |

|              |              |       |            |                                              |
| 28 juni 1964 | Zuid-Vietnam | 2 – 2 | Zuid-Korea | Cộng Hòastadion, Saigon Toeschouwers: 30.000 |
| 28 juni 1964 |              |       |            | Cộng Hòastadion, Saigon Toeschouwers: 30.000 |

Zuid-Korea naar hoofdtoernooi.
|             |             |       |          |                                         |
| 31 mei 1964 | Noord-Korea | 2 – 0 | Thailand | Bogyoke Aung Sanstadion, Yangon (Birma) |
| 31 mei 1964 |             |       |          | Bogyoke Aung Sanstadion, Yangon (Birma) |

|              |          |       |             |                                         |
| 28 juni 1964 | Thailand | 0 – 5 | Noord-Korea | Bogyoke Aung Sanstadion, Yangon (Birma) |
| 28 juni 1964 |          |       |             | Bogyoke Aung Sanstadion, Yangon (Birma) |

Noord-Korea naar het hoofdtoernooi.
|             |      |       |       |                                                                              |
| 7 juni 1964 | Iran | 3 – 0 | India | Amjadiehstadion, Teheran Toeschouwers: 30.000 Scheidsrechter: Qimaqchi (IRQ) |
| 7 juni 1964 |      |       |       | Amjadiehstadion, Teheran Toeschouwers: 30.000 Scheidsrechter: Qimaqchi (IRQ) |

|              |       |       |      |                                                                                         |
| 28 juni 1964 | India | 1 – 3 | Iran | Rabindra Sarobarstadion, Calcutta Toeschouwers: 25.000 Scheidsrechter: Yohan Mint (BIR) |
| 28 juni 1964 |       |       |      | Rabindra Sarobarstadion, Calcutta Toeschouwers: 25.000 Scheidsrechter: Yohan Mint (BIR) |

Iran naar het hoofdtoernooi.